# سلطان‌نشین نجد
سلطان‌نشین نجد (عربی: سلطنة نجد) دومین تکرار از سومین دولت سعودی که از سال ۱۹۲۱ الی ۱۹۲۶ میلادی پابرجا بود. این یک حکومت فرمانروایی تحت حکومت دودمان سعود بود.